# توم ليوبولد
توم ليوبولد (بالإنجليزية: Tom Leopold)‏ (14 أكتوبر 1949)؛، مقدم برامج إذاعية، كاتب سيناريو، صحفي وروائي أمريكي.

## روابط خارجية
- توم ليوبولد على موقع IMDb (الإنجليزية)